# Puente (música)
El puente o interludio es una parte de contraste en una canción que se sitúa en la mitad del tema, o después de la segunda vez que aparece el estribillo hacia el final de la canción. También puede ser instrumental, sin letra. 
El término proviene de la palabra Steg que en alemán significa puente y que fue utilizada en la Edad Media por los Maestros cantores entre el siglo XV y el XVIII para describir una sección de transición en sus composiciones llamadas bar.
Líricamente, el interludio se usa típicamente para pausar y reflejar en las primeras partes de la canción o para preparar al que escucha el clímax. Musicalmente, para evitar monotonía en la canción.
El término puede usarse también para referirse a la sección entre el verso y el estribillo, también llamada "precoro". La exitosa canción de The Beatles «In My Life» tiene un precoro que es comúnmente referido como el «bridge» (puente). En la canción «The Song That Goes Like This» a partir de la obra musical Spamalot bromea en la letra sobre el abuso del interludio en la escritura romántica: Now we can go straight / into the middle eight / a bridge that is too far for me.